# Michael Marrone
Michael Marrone (Adelaide, 27 gennaio 1987) è un calciatore australiano, difensore dello Sturt Lions.

## Carriera

### Club
Michael Marrone fa il suo debutto nel calcio professionistico durante la Coppa del mondo per club FIFA, subentrando a Daniel Mullen nella finale per il 5º posto vinta contro l'Al-Ahly.
Debutta nella A-League il 29 gennaio 2009 durante il match tra Adelaide United ed il Central Coast Mariners.
Il 3 marzo 2009 firma il suo primo contratto da professionista.
Il 30 aprile 2010 firma con il Melbourne Heart un contratto per due anni. Al termine della prima stagione va in Inghilterra per fare dei test con i Queens Park Rangers, Charlton Athletic e Celtic, e gioca anche un'amichevole con la maglia del Leicester City contro West Bromwich Albion il 24 marzo 2011.  Dopo una breve esperienza cinese con lo Shanghai Shenxin, torna all'Adelaide United.

## Statistiche

### Cronologia presenze e reti in nazionale
| Cronologia completa delle presenze e delle reti in nazionale ― Australia | Cronologia completa delle presenze e delle reti in nazionale ― Australia | Cronologia completa delle presenze e delle reti in nazionale ― Australia | Cronologia completa delle presenze e delle reti in nazionale ― Australia | Cronologia completa delle presenze e delle reti in nazionale ― Australia | Cronologia completa delle presenze e delle reti in nazionale ― Australia | Cronologia completa delle presenze e delle reti in nazionale ― Australia | Cronologia completa delle presenze e delle reti in nazionale ― Australia |
| Data                                                                     | Città                                                                    | In casa                                                                  | Risultato                                                                | Ospiti                                                                   | Competizione                                                             | Reti                                                                     | Note                                                                     |
| ------------------------------------------------------------------------ | ------------------------------------------------------------------------ | ------------------------------------------------------------------------ | ------------------------------------------------------------------------ | ------------------------------------------------------------------------ | ------------------------------------------------------------------------ | ------------------------------------------------------------------------ | ------------------------------------------------------------------------ |
| 7-12-2012                                                                | Mong Kok                                                                 | Guam                                                                     | 0 – 9                                                                    | Australia                                                                | Amichevole                                                               | 1                                                                        |                                                                          |
| Totale                                                                   |                                                                          | Presenze                                                                 | 1                                                                        |                                                                          | Reti                                                                     | 1                                                                        |                                                                          |

## Palmarès

### Club
- Premier's Plate: 1

Adelaide Utd: 2015-2016
- Campionato australiano: 1

Adelaide Utd: 2015-2016
- FFA Cup: 2

Adelaide United: 2018, 2019